# カフェ アアルト
カフェ アアルト (CAFE AALTO) は、フィンランドの喫茶店である。ヘルシンキに本店がある他、日本の京都に支店がある。企業形態は、有限責任会社である。カフェ・アアルト、カフェ・アールトなどとも表記される。

## ヘルシンキ店
カフェ アアルト ヘルシンキ店 (CAFE AALTO Helsinki) は、カフェ アアルトの本店である。ヘルシンキのポホヨイスエスプラナーディ通りの39番地にあるアカデミア書店の2階に所在する。ヘルシンキ中央駅から徒歩で5分ほどのところにある。

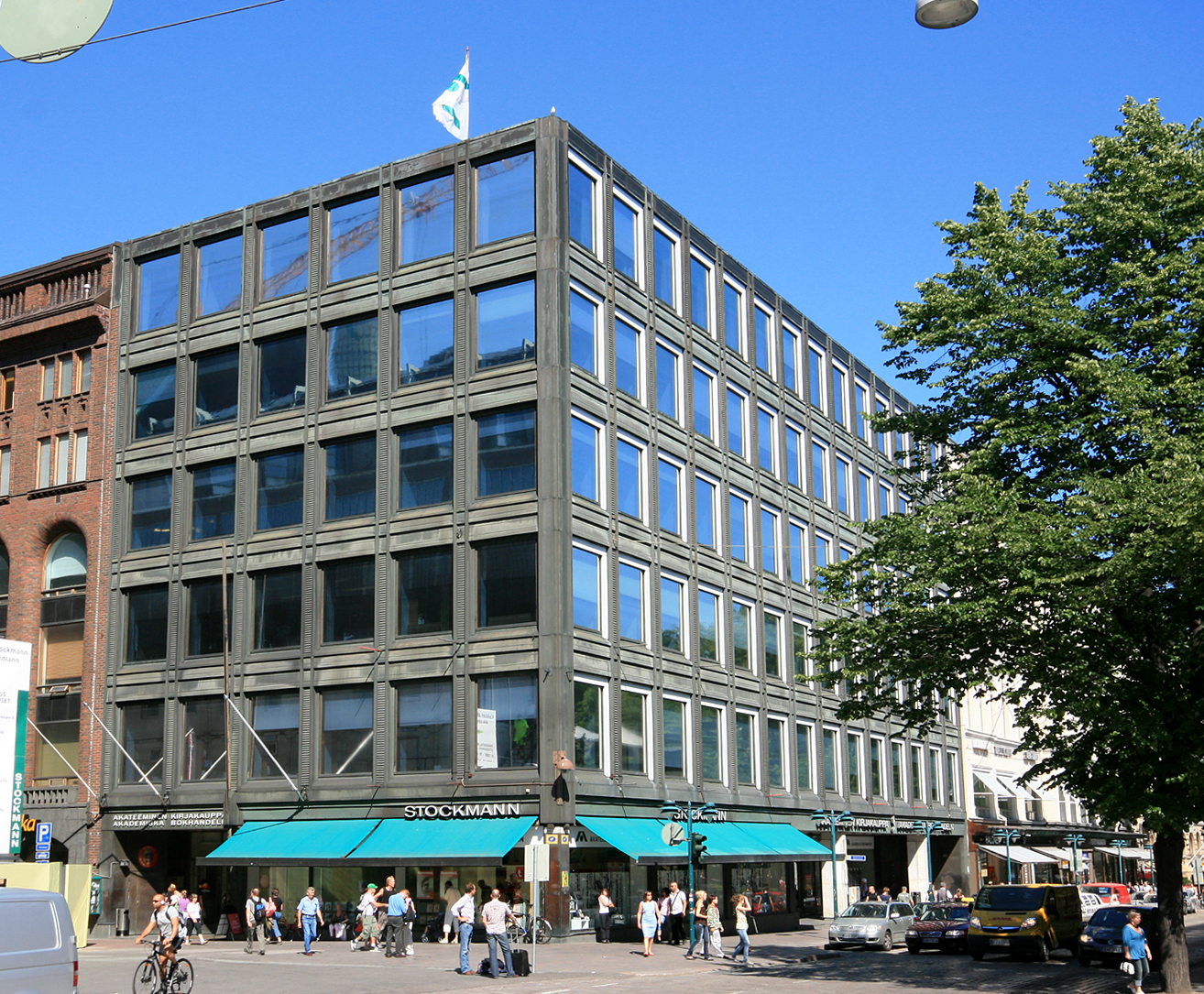
キリヤタロ

建築家のアルヴァ・アアルトによって設計され、1955年にケスクスカトゥ通り (fi:Keskuskatu (Helsinki)) 3番地に完成されたオフィスビル、ラウタタロ (fi:Rautatalo) の中に設けられた「大理石の庭」(Marmoripiha) と通称される吹き抜けのスペースに存在したカフェで使われていた家具は、同じくアアルトによって設計されており、カフェが閉店された後に、百貨店、ストックマンによって買い上げられ、アルヴァ・アアルト財団に寄付された。
アアルトによって設計され、1969年に完成されたビル、キリヤタロ (fi:Kirjatalo) の中にストックマンがカフェを開設するに当たって、寄付された家具を使用することがアアルト財団によって許可される。カフェは、ロイ・マンッタリによって設計され、エリッサ・アアルト (en:Elissa Aalto) によってアアルトの名前を用いることが許された。
カフェは、1986年11月16日に開設された。家具には、ペンダントランプ、大理石のテーブル、黒色のレザーの椅子などがある。このカフェは、2006年公開の映画『かもめ食堂』のロケ地になったことでも知られる。

## 京都店
カフェ アアルト 京都店 (CAFE AALTO Kyoto) は、京都府にある喫茶店であり、カフェ アアルトの2号店である。2019年12月21日に開設された。所在地は、京都市中京区柳馬場通六角上る槌屋町92である。京都市営地下鉄烏丸御池駅から徒歩で6分ほどのところにある。
フィンランドのデザイナー、ハッリ・コスキネン (en:Harri Koskinen) によって設計された、地上4階・鉄骨造のカプセルホテル「マヤ ホテル キョウト」(MAJA HOTEL KYOTO) の1階に設けられている。面積は 106.55 平方メートルである。
席数は、58席である。ラウタタロのカフェのためにアアルトによってデザインされた、大理石のテーブルや木製のテーブル、黒色のレザーと真鍮製フレームの椅子などが、アルヴァ・アアルト財団の許諾を経て京都店のためにリプロダクトされた。
ウォールタイルは、アアルトが1957年に手がけたブルーのウォールタイルのデザインに基づいてリプロダクトされた。ペンダントランプには、1937年設計の「ゴールデンベル」と呼ばれるものが用いられている。食器には、イッタラのコレクション「ラーミ」が主に用いられている。